# Hercule-Poirot-Preis
Mit dem Hercule-Poirot-Preis (flämisch Hercule Poirotprijs) wird seit 1998 der beste belgisch-flämischsprachige Kriminalroman der letzten 12 Monate prämiert. Der Preis war seit 2004 mit € 1.500 dotiert; das Preisgeld stieg ab 2007 auf € 5.000.  Dazu erhält der Gewinner einen gravierten Montblanc-Füllfederhalter. Seinen Namen hat die Auszeichnung von Agatha Christies Superdetektiv Hercule Poirot, der aus Belgien gebürtig war.
Die Preisverleihung erfolgte bis zum Jahr 2000 in Blankenberge, dann bis 2009 auf der Bücherbörse in Antwerpen. 2010 und 2011 gab es jeweils ein Event, das „Poirot in Bruges - Knack Thrillerfestival“, welches im Stadttheater von Brügge stattfand. Neuer Veranstaltungsort ist seit 2012 wieder die Bücherbörse in Antwerpen.
Das Gesamtwerk eines Schriftstellers wird seit 2007 mit dem Hercule Poirot Oeuvreprijs geehrt. Die Verleihung erfolgt unregelmäßig. Ausrichter und Sponsor beider Auszeichnungen ist die Wochenzeitschrift Weekend Knack; häufiger taucht daher auch in flämischen Publikationen die Preistitulierung Knack Hercule Poirotprijs auf.

## Kategorien
| Kategorie                       | Originaltitel              | verliehen seit |
| ------------------------------- | -------------------------- | -------------- |
| Bester flämischer Kriminalroman | Hercule Poirotprijs        | 1998           |
| Hercule Poirot Ehrenpreis       | Hercule Poirot Oeuvreprijs | 2007           |

## Preisträger

### Bester flämischer Kriminalroman – Hercule Poirotprijs
| Jahr | Preisträger         | Originaltitel Verlag, Ort Jahr 1                                         | Deutscher Titel Verlag, Ort Jahr 1                |
| 1998 | Staf Schoeters      | De schaduw van de Adelaar CP Literair, Antwerpen + Amsterdam 1998        |                                                   |
| 1999 | Jef Geeraerts       | De PG Prometheus, Amsterdam 1998                                         | Der Generalstaatsanwalt Unionsverlag, Zürich 2002 |
| 2000 | Piet Teigeler       | De zwarte dood Houtekiet, Antwerpen 2000                                 |                                                   |
| 2001 | Pieter Aspe         | Zoenoffer Manteau, Antwerpen 2001 (Großdruck)                            |                                                   |
| 2002 | Stan Lauryssens     | Zwaarte Sneeuw Manteau, Antwerpen 2002                                   |                                                   |
| 2003 | Jonathan Sonnst     | Razborka Manteau, Antwerpen 2003                                         |                                                   |
| 2004 | Mieke de Loof       | Duivels Offer The House of Books, Antwerpen + Vianen 2004                |                                                   |
| 2005 | Johanna Spaey       | Dood van een soldaat Manteau, Antwerpen 2005 (Großdruck)                 |                                                   |
| 2006 | Herman Portocarero  | New Yorkse nachten Van Halewijck, Leuven 2006                            |                                                   |
| 2007 | Bob van Laerhoven   | De Wraak van Baudelaire Houtekiet, Antwerpen + Amsterdam 2007            |                                                   |
| 2008 | Luc Deflo           | Pitbull Manteau, Antwerpen 2008                                          |                                                   |
| 2009 | Guido Eekhaut       | Absint Manteau, Antwerpen 2009                                           | Schwarze Kanäle Rowohlt, Reinbek 2011             |
| 2010 | Patrick De Bruyn    | Dodelijk verlangen Manteau, Antwerpen 2009                               |                                                   |
| 2011 | Rudy Soetewey       | Getuigen Kramat, Westerlo 2011                                           |                                                   |
| 2012 | Louis Van Dievel    | Hof van Assisen Vrijdag, Antwerpen 2011                                  |                                                   |
| 2013 | Bavo Dhooge         | Santa Monica Luitingh-Sijthoff, Amsterdam 2013                           |                                                   |
| 2014 | Toni Coppers        | Dood water Manteau, Antwerpen 2014                                       |                                                   |
| 2015 | Patrick Conrad      | Moço Uitgeverij Vrijdag, Antwerpen 2015                                  |                                                   |
| 2016 | Jan Van der Cruysse | Bling Bling: diamantroof in Delhi Davidsfonds Uitgeverij, Antwerpen 2016 |                                                   |
| 2017 | Hilde Vandermeeren  | Schemerzone Uitgeverij Q, Amsterdam 2017                                 |                                                   |
| 2018 | Jos Pierreux        | Niets erger dan spijt Uitgeverij Vrijdag, Antwerpen 2018                 |                                                   |
| 2019 | Dominique Biebau    | Russisch voor beginners Uitgeverij Vrijdag, Antwerpen 2019               |                                                   |
| 2020 | Rudy Morren         | Sneeuwspoor Uitgeverij Horizon, Antwerpen 2020                           |                                                   |
| 2021 | Wouter Dehairs      | Nachtstad Lannoo, Tielt 2021                                             |                                                   |
| 2022 | Anne-Laure Van Neer | Josephine Uitgeverij Vrijdag, Antwerpen 2022                             |                                                   |

1 = Verlags- und Jahresangaben beziehen sich auf die Original- bzw. deutschen Erstausgaben

### Hercule-Poirot-Ehrenpreis – Hercule Poirot Oeuvreprijs
(unregelmäßige Verleihung)
| Jahr | Preisträger/-in | Jahr | Preisträger/-in | Jahr | Preisträger/-in |
| ---- | --------------- | ---- | --------------- | ---- | --------------- |
| 2007 | Jef Geeraerts   | 2010 | Pieter Aspe     | 2013 | Aster Berkhof   |